# Luis Mountbatten (1854-1921)
Luis Alejandro de Battenberg (en alemán: Ludwig Alexander Prinz von Battenberg; 24 de mayo de 1854-11 de septiembre de 1921), posteriormente conocido como Luis Alejandro Mountbatten, primer marqués de Milford Haven, GCB, GCVO, KCMG, PC, fue un príncipe alemán hijo del príncipe Alejandro de Hesse-Darmstadt y de la condesa Julia von Hauke. Estuvo íntimamente relacionado con la familia real británica, ya que contrajo matrimonio con una nieta de la reina Victoria, la princesa Victoria de Hesse-Darmstadt, y mantuvo una distinguida carrera dentro de la Marina Real.
La reina Victoria y su hijo Eduardo VII, cuando era príncipe de Gales, intervenían de vez en cuando en su carrera. La Reina pensaba que había «la creencia de que el Almirantazgo tenía miedo de promover oficiales que eran príncipes a causa de los radicales y groseros ataques de los periódicos de baja calidad». Para Luis, sin embargo, las asignaciones en el campo de batalla eran bienvenidas, puesto que le proporcionaban oportunidades para adquirir habilidades de guerra y para demostrar a sus superiores que su carrera naval era en serio. Los puestos en los yates reales y los tours organizados por la Reina y Eduardo realmente impedían su progreso, dado que sus promociones se percibían más como favores reales que como merecimientos.
Después de una larga carrera en la Marina Real Británica, que se prolongó por más de cuarenta años, fue nombrado Primer Lord del Mar en 1912, el jefe profesional del servicio naval. Desde este puesto se encargó de tomar medidas que prepararon a la flota británica para el combate cuando comenzó la Primera Guerra Mundial, pero sus orígenes alemanes causaron su retiro forzoso al inicio de la guerra, cuando el sentimiento antialemán en el Reino Unido estaba en un momento álgido. Uno de sus hijos, el Almirante de la Flota Luis Mountbatten, 1.er conde Mountbatten de Birmania, también sirvió como Primer Lord del mar de 1954 a 1959. Uno de sus nietos, el príncipe Felipe, duque de Edimburgo, se casó con la reina Isabel II del Reino Unido.

## Primeros años
Luis nació el 24 de mayo de 1854 en Graz, Austria, y fue el hijo mayor del matrimonio morganático del príncipe Alejandro de Hesse-Darmstadt con la condesa Julia von Hauke. Como su padre había perdido los derechos dinásticos y sus títulos nobiliarios en el gran ducado de Hesse-Darmstadt, recibió desde su nacimiento el tratamiento de Su Alteza Ilustrísima y el título de conde conferido por su madre. El 26 de diciembre de 1858 se convirtió automáticamente en Su Alteza Serenísima el príncipe Luis de Battenberg, cuando su madre fue elevada a princesa de Battenberg con el tratamiento de Alteza Serenísima por decreto de su cuñado, Luis III, gran duque de Hesse-Darmstadt.
Pasó sus primeros años en Italia, donde su padre fue destinado con el ejército austrohúngaro para la ocupación del norte del país durante la Segunda Guerra Italiana de Independencia, y en dos residencias que el príncipe Alejandro tenía en Hesse, el castillo de Heiligenberg en Jugenheim y el palacio de Alejandro en Darmstadt. Su madre le hablaba en francés y además tenía una institutriz inglesa, como consecuencia creció hablando en tres idiomas. Entre los visitantes comunes en Heiligenberg estaban los familiares del príncipe Alejandro, la familia imperial rusa y su primo, el príncipe Luis de Hesse.
Influenciado por la esposa de su primo, la princesa Alicia, y por el príncipe Alfredo, hijos ambos de la reina Victoria, Luis se enroló en la Marina Real Británica el 3 de octubre de 1868 y se convirtió así en ciudadano británico naturalizado a la edad de 14 años. Reprobó el examen médico de rutina que le realizó el doctor Buckle del HMS Britannia, posteriormente, también fue rechazado por otros dos oficiales médicos. Finalmente, la Junta del Almirantazgo lo admitió sin la presentación de un certificado médico, lo que era contrario a la normativa habitual. Se alistó como cadete naval a bordo del HMS Victory, antiguo buque insignia de Nelson.
En enero del año siguiente, el príncipe y la princesa de Gales recorrieron el Mediterráneo y el mar Negro en la fragata HMS Ariadne; el príncipe pidió que Luis fuera designado a la nave antes de que hubiera terminado su entrenamiento. Como parte de esa gira también los acompañó a Egipto, donde visitaron la construcción del canal de Suez. Como era tradición, los jedive otorgaron honores al grupo y Luis recibió la Orden de Medjidie (Cuarta Clase). En abril, el sultán otomano Abdülaziz I le otorgó la Orden Osmanie (Cuarta Clase).

## Inicios de su carrera naval

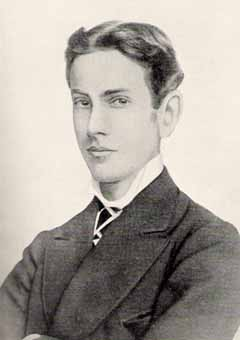
Príncipe Luis de Battenberg fotografiado por Carl Backofen en Darmstadt, 1869.

Luis regresó a Gran Bretaña en mayo de 1869. En junio se unió al HMS Royal Alfred, buque insignia de la región de América del Norte y la estación de las Indias Occidentales, y en octubre se convirtió en guardiamarina. De junio a septiembre de 1870, estuvo de licencia en Alemania coincidiendo con la Guerra Franco-Prusiana, pero pasó los próximos tres años y medio en las Américas en período de servicio, para compensar el entrenamiento que perdió mientras estuvo ubicado con el príncipe de Gales en el Ariadne. De vuelta a Europa, a principios de 1874, fue destinado a las instalaciones del HMS Excellent, además aprobó los exámenes para obtener el grado de Subteniente con la mejor marca jamás registrada en navegación y la mejor marca en tiro, esta última compartida.
En 1875, una vez más por invitación del príncipe de Gales, se unió al HMS Serapis, que llevó al príncipe en una gira oficial a la India de 1875 a 1876. Luis bosquejó algunos de los eventos de la gira y sus dibujos fueron publicados en el Illustrated London News. El príncipe invitó a Luis a quedarse en Marlborough House durante el verano de 1876, pero como deseaba adquirir más experiencia en el mar, en su lugar aceptó una oferta para unirse al príncipe Alfredo, duque de Edimburgo, como teniente a bordo del HMS Sultan. Además de actuar como escudero del duque, Luis continuó con sus deberes navales. Esta posición no la disfrutó, ya que el duque era bastante quisquilloso, y además su cabina estaba infestada de ratas, una de las cuales tomó con sus propias manos, ya que corrió a través de su pecho mientras descansaba en la cama. El Sultan navegó por el Mediterráneo a partir de julio de 1876.
A finales de febrero y principios de marzo de 1878, Luis aún servía en el Sultan, que se encontraba en el Bósforo durante la Guerra Ruso-Turca. Fue criticado por visitar a su hermano, el príncipe Alejandro, que servía a las fuerzas rusas, pero una investigación posterior eximió tanto a Luis y Alejandro, como al príncipe Alfredo, de cualquier delito. Por los siguientes dos años Luis sirvió en el HMS Agincourt y en el yate real, HMY Osborne. En octubre de 1879, rehusó continuar sirviendo en el yate real porque pensaba que era dañino para su carrera profesional y solicitó permanecer a medio sueldo hasta que volviera a unirse al servicio activo. El 17 de febrero de 1880, Luis, su padre y el zar Alejandro II fueron testigos de una explosión en el palacio de invierno, cuando Stepan Khalturin intentó infructuosamente asesinar al zar colocando dinamita debajo del gran comedor.

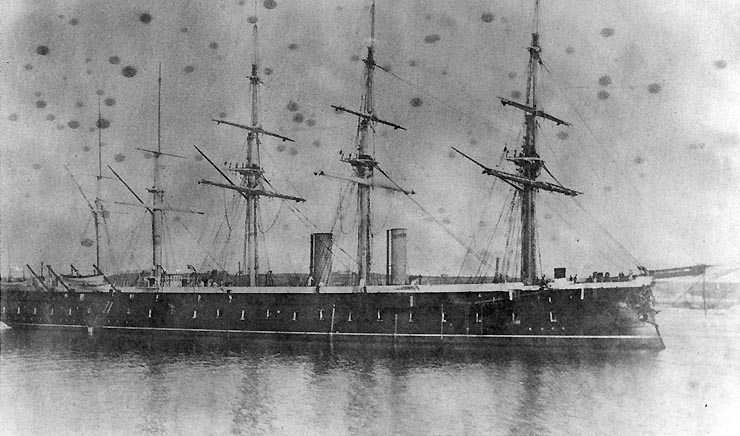
HMS Agincourt, c. 1878.

El 24 de agosto de 1880, Luis fue enviado al HMS Inconstant, buque insignia del llamado Escuadrón de Vuelo, que incluía al HMS Bacchante en el cual servían los príncipes Alberto Víctor y Jorge, nietos de la reina Victoria. El buque navegó hacia América del Sur, África del Sur, Australia, Fiyi, Japón, China, Hong Kong, Singapur y las Indias Orientales Neerlandesas, antes de regresar a Sudáfrica en abril de 1882. Siete meses después de que Luis salió de Gran Bretaña, supuestamente la actriz Lillie Langtry dio a luz a una hija ilegítima, Jeanne Marie. Langtry también fue amante de una noche del príncipe de Gales. La filiación de Jeanne Marie nunca se verificó por completo, no obstante, Luis hizo un arreglo financiero.
Desde Sudáfrica, el Inconstant viajó a Santa Elena y las islas de Cabo Verde, donde el escuadrón recibió la orden de dirigirse a Gibraltar y de allí a Malta y Egipto, para participar en la intervención de Egipto. El 11 de julio de 1882, Alejandría fue bombardeada y durante las próximas dos semanas, Luis, como parte del Escuadrón de Vuelo, se encargó de entregar municiones a la flota de guerra. Después fungió como guardia del jedive en el palacio Ras Al-Teen. Fue condecorado con la Medalla de Guerra de Egipto personalmente por la reina Victoria.
En noviembre de 1882, dejó el Inconstant y pasó la Navidad en Darmstadt. En marzo del año siguiente, visitó a su hermano menor, el príncipe Alejandro, en Bulgaria. Alejandro había sido elegido como Príncipe Soberano de Bulgaria en 1879, con la aprobación de las grandes potencias europeas. Luis acompañó a su hermano en una visita oficial a Turquía y luego en una gira a Chipre y Tierra Santa con la armada turca, y quedó consternado por la falta de técnica de navegación, los capitanes turcos fueron incapaces de navegar y tuvieron que abrazar la costa para no perderse, cuando dejaron la costa estaban tan desorientados que no fueron capaces de dirigirse a Jaffa. En su viaje de regreso, la nave en la que habían viajado encalló.

## Matrimonio y descendencia

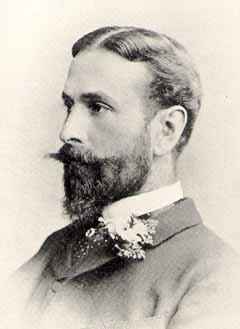
El príncipe Luis fotografiado por Elliott & Fry en Londres, en 1884.

En septiembre de 1883, la reina Victoria lo asignó a su yate, HMY Victoria y Alberto. El 30 de abril de 1884, en presencia de la reina, el príncipe Luis se casó con su nieta, la princesa Victoria en Darmstadt. Su esposa era la hija mayor de la princesa Alicia, segunda hija de la reina Victoria, y de Luis IV, Gran Duque de Hesse. A través de la familia real de Hesse, el príncipe Luis y su esposa eran primos. Se conocían desde la infancia, y entre ellos siempre hablaban inglés. Como regalo de boda, Luis recibió la Orden del Baño y la estrella y cadena de la Orden Hessiana de Luis.
Durante los siguientes años, Victoria y Luis tuvieron cuatro hijos: Alicia, casada en 1903 con el príncipe Andrés de Grecia y Dinamarca y madre del príncipe Felipe, duque de Edimburgo; Luisa, casada en 1950 con Gustavo VI Adolfo, rey de Suecia; Jorge, casado con la condesa Nadejda Mijáilovna de Torby; y Luis, casado con Edwina Ashley.
Uno de los hermanos menores de Luis, el príncipe Enrique de Battenberg, se casó con la princesa Beatriz, hija menor de la reina Victoria. La pareja se fue a vivir con la reina en Gran Bretaña, para que Beatriz pudiera seguir haciéndole compañía a su madre y actuando como su secretaria privada.

## Capitán de Fragata (Commander)

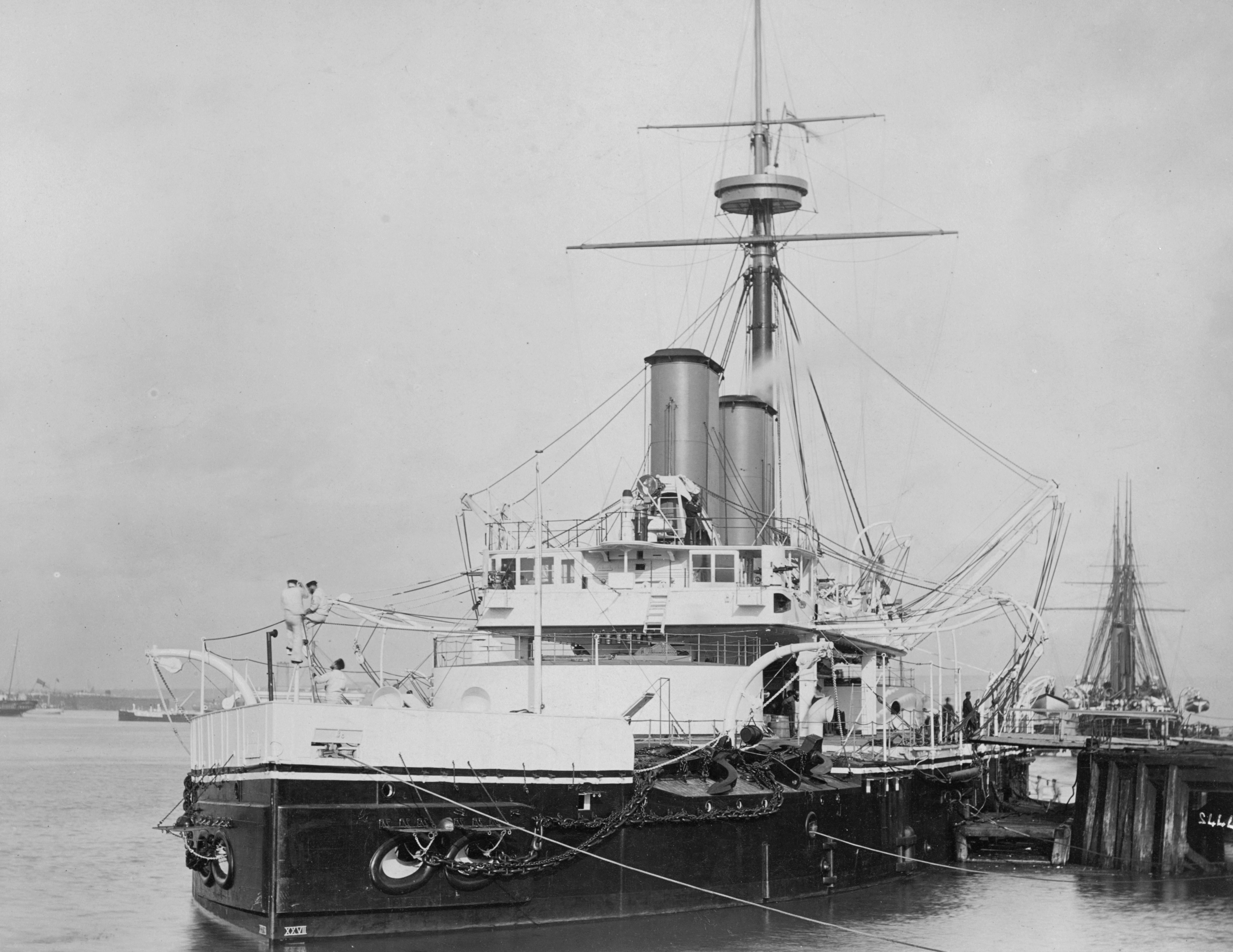
HMS Dreadnought, c. 1894.

Luis fue ascendido a capitán de fragata el 30 de agosto de 1885, en su penúltimo día a bordo del yate de la reina. Los próximos cuatro años los pasó a media paga en las instalaciones costeras del HMS Excellent y HMS Vernon, a bordo del HMS Cambridge, muy brevemente en Milford Haven en agosto de 1886, y a bordo del HMS Dreadnought en el Mediterráneo. Willie Redmond, parlamentario y nacionalista irlandés, y Charles Conybeare, parlamentario liberal, cuestionaron en la Cámara de los Comunes el nombramiento de Battenberg en el Dreadnought, preguntando, «¿qué calificaciones especiales autorizaban a promover a un extranjero por sobre las cabezas de unos 30 oficiales británicos?». El Primer Lord del Almirantazgo, Lord George Hamilton, dijo que «el capitán de navío Stephenson, comandante del Dreadnought, solicitó al príncipe Luis de Battenberg que llenara una solicitud para ocupar el puesto. Puedo añadir, que otro oficial que está a punto de mandar otro acorazado en el Mediterráneo lo hizo de forma similar». Agregó que 22 comandantes de rango inferior a Battenberg hicieron solicitudes similares. En respuesta a otras preguntas realizadas por Conybeare, el Primer Lord dijo que Battenberg se había convertido en súbdito británico naturalizado en 1868. Otro diputado liberal, Edward Pickersgill, respaldado por otros dos diputados, Charles Tanner y Charles Conybeare, puso en duda la pertinencia del ingreso de Battenberg a la Armada en 1868, dada la incapacidad de este para obtener el certificado médico necesario, y sugirió que sólo estaba en la Marina por un favor real.
El 3 de octubre de 1889, Battenberg recibió la comisión para su primer mando independiente, el HMS Scout, un buque torpedero que estuvo en servicio en el mar Rojo.

## Capitán de Navío (Captain)

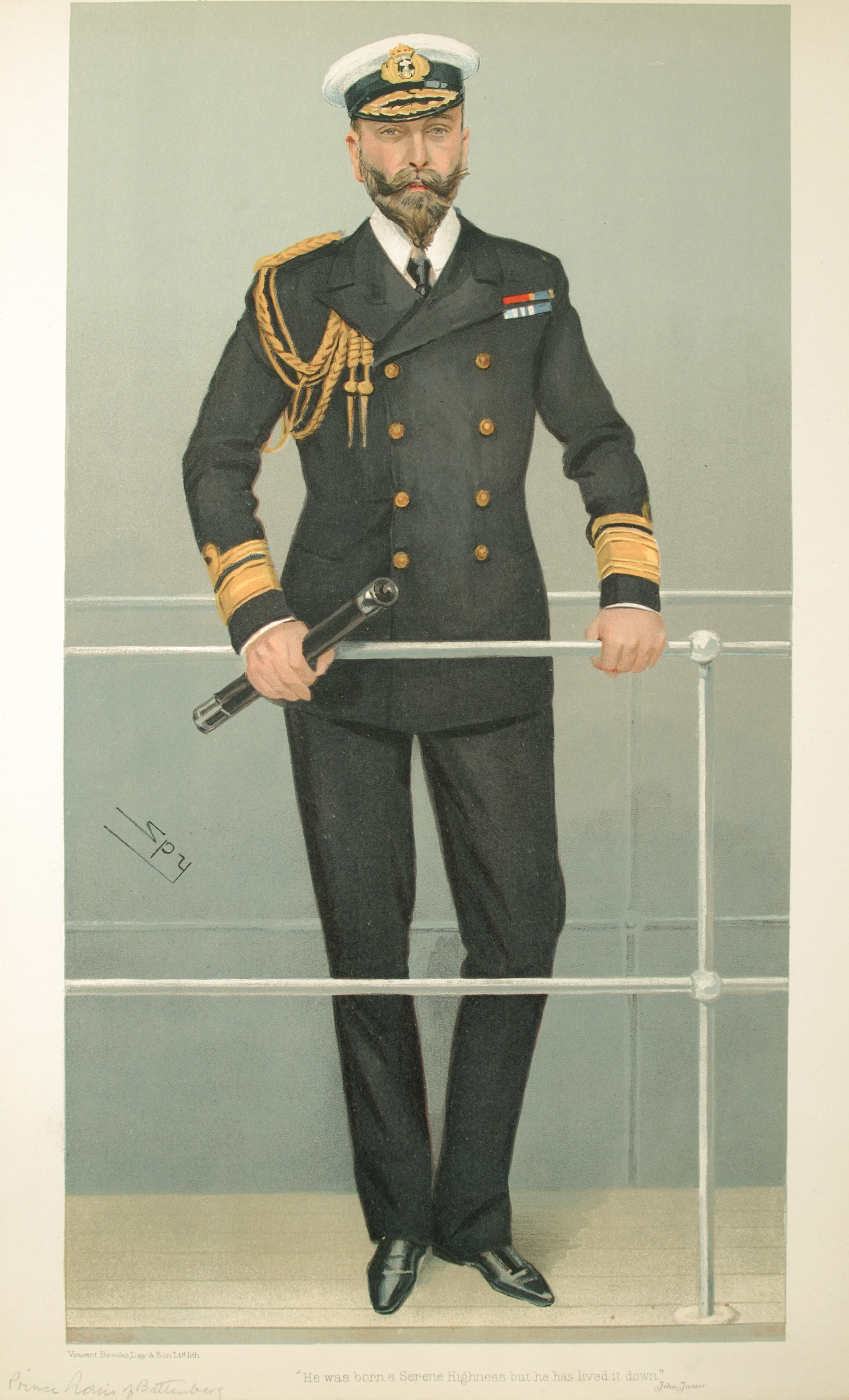
Dibujo de Luis de Battenberg como contralmirante aparecido en la revista Vanity Fair alrededor de 1904-1905.

El 31 de diciembre de 1891, el príncipe Luis fue ascendido al rango de capitán de navío, además se convirtió en ayudante de campo de la reina, cargo que mantendría posteriotmente tanto con Eduardo VII, como con Jorge V. A principios de 1892, fue nombrado asesor naval del inspector general de fortificaciones. Su papel era actuar como enlace entre la marina y el ejército, con el fin de garantizar una defensa coordinada. Tradicionalmente había fuertes fricciones entre los dos servicios, pero Luis ejerció sus habilidades sociales en el puesto, lo que llevó al príncipe Jorge, duque de Cambridge, a escribirle: «Usted ha producido un sentimiento mutuo de buena voluntad y la unanimidad que siempre he querido ver establecida, y que en mayor medida se ha logrado gracias a su tacto y buen juicio».
En 1892, inventó el Indicador de Curso Battenberg, un dispositivo semejante a una computadora analógica para medir la velocidad relativa, que era utilizado por los marineros para determinar rumbo y velocidad para así poder dirigir los cambios de posición entre los buques y que se sigue manteniendo en uso.
En febrero de 1894, su carrera se desarrolló aún más cuando fue nombrado secretario adjunto de la Comisión Naval y Militar para la Defensa, que más tarde pasó a llamarse Comité de Defensa Imperial. Luis fue comandante del HMS Cambrian en la Flota del Mediterráneo de octubre de 1894 a mayo de 1897 y del HMS Majestic de la Flota del Canal a partir de junio de 1897. Su estudio cuidadoso de la defensa naval y militar, así como su interacción, condujo a su nombramiento como subdirector de la División de Inteligencia Naval, en junio de 1899. Utilizó sus relaciones con las casas reales de Europa para reunir información de inteligencia sobre las flotas navales de otras naciones, la que facilitó al Almirantazgo en detallados y completos informes.
Después de un año como comandante del HMS Implacable en el Mediterráneo, durante el cual derrotó espectacularmente a una fuerza mayor de la oposición durante los ejercicios navales, fue nombrado director de la División de Inteligencia Naval en noviembre de 1902, un destino apropiado para un hombre que el Primer Lord del Almirantazgo, el conde de Selborne describió como «el marino más listo que he conocido hasta ahora».

## Almirante
Fue ascendido a contralmirante el 1 de julio de 1904, ese mismo año, sus relaciones familiares con algunas de las casas reales de Europa ayudaron a resolver pacíficamente el incidente de Dogger Bank. En febrero de 1905 le otorgaron el mando del segundo escuadrón de cruceros, con el HMS Drake como buque insignia. Durante dos exitosos años el escuadrón visitó Grecia, Portugal, Canadá y los Estados Unidos, en el transcurso de estos viajes la prensa estadounidense comentó favorablemente acerca de la cortesía del príncipe Luis, su modestia y su naturaleza democrática. Después de dos años al frente del escuadrón y algunas visitas a España —donde su sobrina Victoria Eugenia de Battenberg era la reina—, fue nombrado segundo al mando de la Flota del Mediterráneo en calidad de vicealmirante, con el HMS Venerable como buque insignia.
Menos de seis meses después, en agosto de 1907, su insignia fue trasladada al acorazado HMS Prince of Wales. Al año siguiente fue ascendido a vicealmirante y nombrado Comandante en Jefe de la Flota del Atlántico. Como almirante, Battenberg «era más cerebral que el promedio, aunque algo perezoso. Los ejercicios [de la flota] tenían un mayor sentido de realismo, lo que reflejaba las ideas más recientes sobre armas y estrategia». En 1909, publicó una traducción de Rasplata obra del Comandante Vladimir Semenoff, un libro de memorias de la Guerra Ruso-Japonesa de 1904-1905, y fue testigo de la primera travesía del Canal de la Mancha por vía aérea que fue realizada por Louis Blériot. Dos años más tarde fue nombrado comandante de las recién creadas tercera y cuarta divisiones de la Home Fleet. Los años inmediatamente anteriores a este nombramiento estuvieron marcados por los desacuerdos entre los almirantes Sir John Fisher y Lord Charles Beresford sobre la dirección de la armada y la imposición de reformas. Luis apoyó en gran medida los esfuerzos de modernización de Fisher, aunque no aprobaba sus métodos; como resultado, los opositores de Fisher intentaron impedir las promociones de Luis. Finalmente, Beresford y Fisher dejaron el servicio activo, pero las reformas que realizó Fisher se conservaron.

## Lord del Mar
Fisher recomendó a Luis para el cargo de Primer Lord del Mar: «Es el administrador más capaz, con mucha diferencia, del escalafón de almirantes», pero la prensa británica se opuso a su nombramiento porque lo consideraban alemán y alegaron que «sería un crimen contra nuestro imperio, confiar nuestros secretos de defensa nacional a cualquier funcionario de origen extranjero». En diciembre de 1911, Luis volvió al Almirantazgo, pero ubicado en segundo lugar después del Primer Lord del Mar. Como Segundo Lord del Mar, impulsó la realización de mejoras en las condiciones de trabajo y creó un Estado Mayor de Guerra que se encargaba de preparar los planes de la marina en caso de guerra.
Casi un año después, el 8 de diciembre de 1912, Battenberg asumió el cargo de Primer Lord del Mar, cuando sucedió al almirante sir Francis Bridgeman. Los historiadores sostienen que Battenberg «carecía del dogmatismo de Fisher. Su maleabilidad no era el menor de sus atractivos para Churchill [el Primer Lord del Almirantazgo]. La combinación de cambios frecuentes y débiles personajes asignados [Wilson, Bridgeman y Battenberg] aseguraba que el liderazgo profesional de la Marina Real Británica perdiera su dirección en los cuatro años previos a la guerra. Haciendo recaer el poder en el jefe civil del servicio [...] Winston Churchill».
Como Primer Lord del Mar, Battenberg era responsable ante el Primer Lord del Almirantazgo de la preparación de la flota y la planeación de la estrategia naval, así como del desarrollo de un régimen de seguros estatal para los buques mercantes en tiempo de guerra, que resultó esencial en la prevención de las prohibitivas tasas de seguros que podían haber sofocado el comercio británico.
En vísperas de la Primera Guerra Mundial, Churchill y Battenberg tomaron la crucial decisión de cancelar la dispersión programada de la flota británica tras las maniobras de práctica con el fin de preservar la disposición de batalla de la Marina Real. «Aunque Churchill tenía previsto llamar a Fisher si estallaba la guerra, perdió la oportunidad de evitarla [la guerra] que podría haber sido facilitada llamándolo a filas previamente. Ningún gabinete asesorado por Fisher hubiera respondido de forma tan torpe, incompetente y desastrosa a la crisis del mes de julio [de 1914]. La declaración británica dio un nota de incertidumbre en julio [de 1914], permitiendo a los alemanes hacerse ilusiones de que Gran Bretaña podría ser neutral [...] el contraste de costumbres entre la energía y el entusiasmo del joven Primer Lord [del Almirantazgo] y la habitual displicencia del Primer Lord del Mar, príncipe Louis de Battenberg, hicieron que el llamamiento a Fisher fuera inevitable».
Al comienzo de la guerra la gota comenzó a causar un considerable dolor a Luis de Battenberg y las comisiones navales que había creado no funcionaban tan bien como deberían haberlo hecho. Un sentimiento antialemán se levantó entre el pueblo británico, en los periódicos y en los clubes de caballeros de élite, donde el resentimiento era inflamado por el almirante Lord Charles Beresford a pesar de las protestas de Churchill. El 27 de octubre de 1914, impulsado por la opinión pública, Churchill le pidió al príncipe Luis su dimisión como Primer Lord del Mar. Cuando la aceptación de la renuncia se retrasó debido a la oposición del rey Jorge V a que Lord Fisher se convirtiera en Primer Lord del Mar, Luis escribió a Churchill: «Yo le ruego que me libere. Estoy a punto de un colapso y no puedo usar mi cerebro para nada [...]». El 13 de noviembre le escribió al secretario naval de Churchill, el almirante Horace Hood, «fue un dolor horrible, pero no tuve otra opción desde el momento en que quedó claro para mí que el Gobierno no se sentía lo suficientemente fuerte como para apoyarme frente a los pronunciamientos públicos».
Su renuncia fue anunciada en medio de un torrente de muestras de aprecio de parte de políticos y de sus camaradas de la marina. El 28 de octubre, Battenberg había escrito a Churchill: «Lo que puedo valorar por encima de todo es haber sido admitido en el Consejo Privado». Un poco después, el rey tomó juramento a Luis como consejero privado en una demostración pública de apoyo. James Henry Thomas, político del Partido Laborista y líder sindical, escribió a The Times: «Deseo expresar mi extremo pesar ante el anuncio de que el príncipe Luis de Battenberg con su renuncia, ha consentido la difamación más mezquina y despreciable que jamás conocí [...] yo simplemente estaba asombrado de escuchar las sugerencias y rumores en curso, y me temo que su acción sólo será vista como un triunfo para ese grupo de personas malas y miserables, quienes en momentos de tribulaciones a nivel nacional siempre están listos para pasar una mentira de boca en boca sin demostrarlo con pruebas». El Almirante de la Flota John Hay pensaba que esta «mentira ingeniosamente propagada» se originó en Alemania.
El príncipe Luis no tuvo ningún puesto oficial durante el resto de la guerra y vivió retirado en Kent House en la isla de Wight. Ocupó su tiempo en escribir una enciclopedia completa sobre medallas navales publicada en tres grandes volúmenes, que se convirtió en obra de referencia normativa sobre el tema. Su carrera naval se había caracterizado por la laboriosidad, la inventiva y el intelecto; introdujo calculadoras mecánicas para deducir asunrtos de navegación y un aparato de señalización coníco. Aunque se aseguró que sería devuelto al puesto de mando después de la guerra, el 9 de diciembre de 1918, el Primer Lord del Mar, el almirante sir Rosslyn Wemyss, escribió al príncipe Luis informándole que no iba a ser empleado de nuevo y le sugirió que podría retirarse a fin de facilitar la promoción de los oficiales más jóvenes. El príncipe Luis estuvo de acuerdo, y se retiró oficialmente el 1 de enero de 1919, «a petición propia», poco antes de llegar a la edad de jubilación obligatoria de 65 años.

## La adopción del apellido Mountbatten
Durante la guerra, los persistentes rumores de que la familia real británica posiblemente era progermánica, habida cuenta de sus orígenes dinásticos y sus muchos parientes alemanes, llevaron a Jorge V a renunciar a sus títulos alemanes y adoptar un apellido inglés; decidió cambiar el «Sajonia-Coburgo-Gotha» por el «Windsor», como apellido y como nombre de su casa real. A instancias del rey, Luis renunció al título de príncipe de Battenberg en el Gran Ducado de Hesse el 14 de julio de 1917 y con esto al tratamiento de Alteza Serenísima; al mismo tiempo cambió su apellido «Battenberg» a la versión inglesa «Mountbatten», habiendo considerado y después rechazado la alternativa «Battenhill». El 17 de julio el rey lo nombró marqués de Milford Haven, conde de Medina y vizconde de Alderney, títulos de la nobleza del Reino Unido. Los parientes británicos del rey de las familias Teck, Schleswig-Holstein y Gleichen sufrieron cambios similares. Victoria, la esposa de Luis, dejó de usar su propio título de princesa de Hesse y fue conocida como la marquesa de Milford Haven. Sus tres hijos más jóvenes dejaron de usar sus títulos de príncipe y asumieron los títulos de cortesía como hijos de un marqués británico. Su hija mayor, la princesa Alicia, se casó en 1903 con el príncipe Andrés, miembro de la familia real griega, y nunca tuvo la oportunidad de usar el apellido Mountbatten. Sin embargo, el único hijo varón de Alicia, el príncipe Felipe de Grecia y Dinamarca, adoptó el apellido cuando se convirtió en súbdito británico en 1947.
Mientras se efectuaba la transición en los nombres y los títulos, Luis pasó algún tiempo en la casa de Jorge, su hijo mayor. Después de cambiar su apellido por la versión inglesa Mountbatten y convertirse en marqués de Milford Haven, Luis escribió en el libro de visitas de su hijo: «Llegó el príncipe Hyde y partió lord Jekyll».

## Últimos años y fallecimiento
En el transcurso de la guerra civil rusa, dos de las cuñadas de Luis, la zarina Alejandra y la gran duquesa Isabel Fiódorovna Románova, fueron asesinadas por los bolcheviques en Rusia. En enero de 1921, después de un complicado y largo viaje, el cuerpo de Isabel fue enterrado finalmente en la iglesia de Santa María Magdalena situada en el Monte de los Olivos en Jerusalén, en presencia del márqués de Milford Haven y su esposa.
En 1919, los Mountbatten tuvieron que abandonar su hogar, Kent House, por razones financieras.  Todas sus inversiones en Rusia fueron confiscadas por los bolcheviques y sus bienes alemanes perdieron su valor con el colapso del marco. Tiempo después, el marqués vendió su colección de medallas de guerra y también el castillo de Heiligenberg, que había heredado de su padre.
En los honores de año nuevo de 1921, Milford Haven fue nombrado caballero gran cruz de la Orden del Baño de la división militar —GCB—, que se agregó a la orden civil que ya poseía, en reconocimiento a su servicio a la Marina Real Británica; además, fue promovido por decreto real y con la aprobación del Consejo Privado al rango de Almirante de la Flota en la lista de jubilados con fecha del 19 de agosto. Unos días más tarde, se unió durante una semana a la tripulación del HMS Repulse, el buque en el que servía su hijo Luis, por invitación del capitán Dudley Pound. Fue su último viaje. Luis murió de insuficiencia cardíaca secundaria a una influenza el 11 de septiembre de 1921, en el anexo del Naval and Military Club en Piccadilly, Londres. Después de un servicio funeral en la abadía de Westminster, sus restos fueron enterrados en la iglesia de Santa Mildred en Whippingham, isla de Wight.
El hijo mayor del marqués, Jorge Mountbatten, que poseía el título de cortesía de conde de Medina, lo sucedió como segundo marqués de Milford Haven. Su hijo menor, lord Luis Mountbatten, sirvió en la Marina Real y se convirtió en Primer Lord del Mar como su padre, fue el último virrey de la India y fue nombrado conde Mountbatten de Birmania en 1947.

## Títulos y tratamientos
| ● 24 de mayo de 1854-26 de diciembre de 1858:      | Su alteza ilustrísima el conde Luis Mountbatten   |
| ● 26 de diciembre de 1858-14 de julio de 1917:     | Su alteza serenísima el príncipe Luis Mountbatten |
| ● 14 de julio de 1917-7 de noviembre de 1917:      | La muy honorable Sir Luis Mountbatten             |
| ● 7 de noviembre de 1917-11 de septiembre de 1921: | La más honorable Marqués de Milford Haven         |

## Ancestros
| \| \| \| \| \| \| \| \| \| \| \| \| \| \| \| \| \| \| \| \| 16. Landgrave Luis IX de Hesse-Darmstadt \| \| \| \| \| \| \| \| \| \| \| \| \| \| \| \| \| \| \| \| \| \| \| \| \| \| \| \| \| \| \| \| \| \| \| \| \| \| \| \| \| \| \| \| \| \| \| \| \| \| \| \| \| \| 8. Gran duque Luis I de Hesse-Darmstadt \| \| \| \| \| \| \| \| \| \| \| \| \| \| \| \| \| \| \| \| \| \| \| \| \| \| \| \| \| \| \| \| \| \| \| \| \| \| \| \| \| \| \| \| \| \| \| \| \| \| \| \| \| \| 17. Condesa palatina Carolina de Zweibrücken \| \| \| \| \| \| \| \| \| \| \| \| \| \| \| \| \| \| \| \| \| \| \| \| \| \| \| \| \| \| \| \| \| \| \| \| \| \| \| \| \| \| \| \| \| \| \| \| \| \| \| \| \| \| 4. Gran duque Luis II de Hesse-Darmstadt \| \| \| \| \| \| \| \| \| \| \| \| \| \| \| \| \| \| \| \| \| \| \| \| \| \| \| \| \| \| \| \| \| \| \| \| \| \| \| \| \| \| \| \| \| \| \| \| \| \| \| \| \| \| 18. Príncipe Jorge Guillermo de Hesse-Darmstadt \| \| \| \| \| \| \| \| \| \| \| \| \| \| \| \| \| \| \| \| \| \| \| \| \| \| \| \| \| \| \| \| \| \| \| \| \| \| \| \| \| \| \| \| \| \| \| \| \| \| \| \| \| \| 9. Princesa Luisa de Hesse-Darmstadt \| \| \| \| \| \| \| \| \| \| \| \| \| \| \| \| \| \| \| \| \| \| \| \| \| \| \| \| \| \| \| \| \| \| \| \| \| \| \| \| \| \| \| \| \| \| \| \| \| \| \| \| \| \| 19. Princesa María Luisa Albertina de Leiningen-Dagsburg-Falkenburg \| \| \| \| \| \| \| \| \| \| \| \| \| \| \| \| \| \| \| \| \| \| \| \| \| \| \| \| \| \| \| \| \| \| \| \| \| \| \| \| \| \| \| \| \| \| \| \| \| \| \| \| \| \| 2. Príncipe Alejandro de Hesse-Darmstadt \| \| \| \| \| \| \| \| \| \| \| \| \| \| \| \| \| \| \| \| \| \| \| \| \| \| \| \| \| \| \| \| \| \| \| \| \| \| \| \| \| \| \| \| \| \| \| \| \| \| \| \| \| \| 20. Gran duque Carlos Federico I de Baden \| \| \| \| \| \| \| \| \| \| \| \| \| \| \| \| \| \| \| \| \| \| \| \| \| \| \| \| \| \| \| \| \| \| \| \| \| \| \| \| \| \| \| \| \| \| \| \| \| \| \| \| \| \| 10. Príncipe heredero Carlos Luis Baden \| \| \| \| \| \| \| \| \| \| \| \| \| \| \| \| \| \| \| \| \| \| \| \| \| \| \| \| \| \| \| \| \| \| \| \| \| \| \| \| \| \| \| \| \| \| \| \| \| \| \| \| \| \| 21. Landgravina Carolina Luisa de Hesse-Darmstadt \| \| \| \| \| \| \| \| \| \| \| \| \| \| \| \| \| \| \| \| \| \| \| \| \| \| \| \| \| \| \| \| \| \| \| \| \| \| \| \| \| \| \| \| \| \| \| \| \| \| \| \| \| \| 5. Princesa Guillermina de Baden \| \| \| \| \| \| \| \| \| \| \| \| \| \| \| \| \| \| \| \| \| \| \| \| \| \| \| \| \| \| \| \| \| \| \| \| \| \| \| \| \| \| \| \| \| \| \| \| \| \| \| \| \| \| 22. Landgrave Luis IX de Hesse-Darmstadt (= 16) \| \| \| \| \| \| \| \| \| \| \| \| \| \| \| \| \| \| \| \| \| \| \| \| \| \| \| \| \| \| \| \| \| \| \| \| \| \| \| \| \| \| \| \| \| \| \| \| \| \| \| \| \| \| 11. Princesa Amalia de Hesse-Darmstadt \| \| \| \| \| \| \| \| \| \| \| \| \| \| \| \| \| \| \| \| \| \| \| \| \| \| \| \| \| \| \| \| \| \| \| \| \| \| \| \| \| \| \| \| \| \| \| \| \| \| \| \| \| \| 23. Condesa palatina Carolina de Zweibrücken (= 17) \| \| \| \| \| \| \| \| \| \| \| \| \| \| \| \| \| \| \| \| \| \| \| \| \| \| \| \| \| \| \| \| \| \| \| \| \| \| \| \| \| \| \| \| \| \| \| \| \| \| \| \| \| \| 1. Luis de Battenberg \| \| \| \| \| \| \| \| \| \| \| \| \| \| \| \| \| \| \| \| \| \| \| \| \| \| \| \| \| \| \| \| \| \| \| \| \| \| \| \| \| \| \| \| \| \| \| \| \| \| \| \| \| \| 24. Ignatz Marianus Hauck \| \| \| \| \| \| \| \| \| \| \| \| \| \| \| \| \| \| \| \| \| \| \| \| \| \| \| \| \| \| \| \| \| \| \| \| \| \| \| \| \| \| \| \| \| \| \| \| \| \| \| \| \| \| 12. Fryderyk Karol Hauke \| \| \| \| \| \| \| \| \| \| \| \| \| \| \| \| \| \| \| \| \| \| \| \| \| \| \| \| \| \| \| \| \| \| \| \| \| \| \| \| \| \| \| \| \| \| \| \| \| \| \| \| \| \| 25. Baronesa Maria Franziska Riedesel zu Eisenbach \| \| \| \| \| \| \| \| \| \| \| \| \| \| \| \| \| \| \| \| \| \| \| \| \| \| \| \| \| \| \| \| \| \| \| \| \| \| \| \| \| \| \| \| \| \| \| \| \| \| \| \| \| \| 6. Hans Moritz von Hauke \| \| \| \| \| \| \| \| \| \| \| \| \| \| \| \| \| \| \| \| \| \| \| \| \| \| \| \| \| \| \| \| \| \| \| \| \| \| \| \| \| \| \| \| \| \| \| \| \| \| \| \| \| \| 26. Heinrich Wilhelm Schweppenhäuser \| \| \| \| \| \| \| \| \| \| \| \| \| \| \| \| \| \| \| \| \| \| \| \| \| \| \| \| \| \| \| \| \| \| \| \| \| \| \| \| \| \| \| \| \| \| \| \| \| \| \| \| \| \| 13. Maria Salomea Schweppenhäuser \| \| \| \| \| \| \| \| \| \| \| \| \| \| \| \| \| \| \| \| \| \| \| \| \| \| \| \| \| \| \| \| \| \| \| \| \| \| \| \| \| \| \| \| \| \| \| \| \| \| \| \| \| \| 27. Charlotte Philippine Juliane Westermann \| \| \| \| \| \| \| \| \| \| \| \| \| \| \| \| \| \| \| \| \| \| \| \| \| \| \| \| \| \| \| \| \| \| \| \| \| \| \| \| \| \| \| \| \| \| \| \| \| \| \| \| \| \| 3. Julia von Hauke \| \| \| \| \| \| \| \| \| \| \| \| \| \| \| \| \| \| \| \| \| \| \| \| \| \| \| \| \| \| \| \| \| \| \| \| \| \| \| \| \| \| \| \| \| \| \| \| \| \| \| \| \| \| 28. Benno Leopold Ignatius Lafontaine \| \| \| \| \| \| \| \| \| \| \| \| \| \| \| \| \| \| \| \| \| \| \| \| \| \| \| \| \| \| \| \| \| \| \| \| \| \| \| \| \| \| \| \| \| \| \| \| \| \| \| \| \| \| 14. Franz Leopold Lafontaine \| \| \| \| \| \| \| \| \| \| \| \| \| \| \| \| \| \| \| \| \| \| \| \| \| \| \| \| \| \| \| \| \| \| \| \| \| \| \| \| \| \| \| \| \| \| \| \| \| \| \| \| \| \| 29. Maria Katharina Franziska Leonhardt \| \| \| \| \| \| \| \| \| \| \| \| \| \| \| \| \| \| \| \| \| \| \| \| \| \| \| \| \| \| \| \| \| \| \| \| \| \| \| \| \| \| \| \| \| \| \| \| \| \| \| \| \| \| 7. Sophie Lafontaine \| \| \| \| \| \| \| \| \| \| \| \| \| \| \| \| \| \| \| \| \| \| \| \| \| \| \| \| \| \| \| \| \| \| \| \| \| \| \| \| \| \| \| \| \| \| \| \| \| \| \| \| \| \| 30. Joseph Kornély \| \| \| \| \| \| \| \| \| \| \| \| \| \| \| \| \| \| \| \| \| \| \| \| \| \| \| \| \| \| \| \| \| \| \| \| \| \| \| \| \| \| \| \| \| \| \| \| \| \| \| \| \| \| 15. Maria Theresia Kornély \| \| \| \| \| \| \| \| \| \| \| \| \| \| \| \| \| \| \| \| \| \| \| \| \| \| \| \| \| \| \| \| \| \| \| \| \| \| \| \| \| \| \| \| \| \| \| \| \| \| \| \| \| \| 31. Desconocida \| \| \| \| \| \| \| \| \| \| \| \| \| \| \| \| \| \| \| \| \| \| \| \| \| \| \| \| \| \| \| \| \| \| \| \| \| \| \| \| \| \| \| \| \| \| \| \| \| \| \| \| |                                                                     |  |  |  |  |  |  |  |  |  |  |  |  |  |  |  |
| |                                                                     |  |  |  |  |  |  |  |  |  |  |  |  |  |  |  |
| | 16. Landgrave Luis IX de Hesse-Darmstadt                            |  |  |  |  |  |  |  |  |  |  |  |  |  |  |  |
| |                                                                     |  |  |  |  |  |  |  |  |  |  |  |  |  |  |  |
| |                                                                     |  |  |  |  |  |  |  |  |  |  |  |  |  |  |  |
| | 8. Gran duque Luis I de Hesse-Darmstadt                             |  |  |  |  |  |  |  |  |  |  |  |  |  |  |  |
| |                                                                     |  |  |  |  |  |  |  |  |  |  |  |  |  |  |  |
| |                                                                     |  |  |  |  |  |  |  |  |  |  |  |  |  |  |  |
| | 17. Condesa palatina Carolina de Zweibrücken                        |  |  |  |  |  |  |  |  |  |  |  |  |  |  |  |
| |                                                                     |  |  |  |  |  |  |  |  |  |  |  |  |  |  |  |
| |                                                                     |  |  |  |  |  |  |  |  |  |  |  |  |  |  |  |
| | 4. Gran duque Luis II de Hesse-Darmstadt                            |  |  |  |  |  |  |  |  |  |  |  |  |  |  |  |
| |                                                                     |  |  |  |  |  |  |  |  |  |  |  |  |  |  |  |
| |                                                                     |  |  |  |  |  |  |  |  |  |  |  |  |  |  |  |
| | 18. Príncipe Jorge Guillermo de Hesse-Darmstadt                     |  |  |  |  |  |  |  |  |  |  |  |  |  |  |  |
| |                                                                     |  |  |  |  |  |  |  |  |  |  |  |  |  |  |  |
| |                                                                     |  |  |  |  |  |  |  |  |  |  |  |  |  |  |  |
| | 9. Princesa Luisa de Hesse-Darmstadt                                |  |  |  |  |  |  |  |  |  |  |  |  |  |  |  |
| |                                                                     |  |  |  |  |  |  |  |  |  |  |  |  |  |  |  |
| |                                                                     |  |  |  |  |  |  |  |  |  |  |  |  |  |  |  |
| | 19. Princesa María Luisa Albertina de Leiningen-Dagsburg-Falkenburg |  |  |  |  |  |  |  |  |  |  |  |  |  |  |  |
| |                                                                     |  |  |  |  |  |  |  |  |  |  |  |  |  |  |  |
| |                                                                     |  |  |  |  |  |  |  |  |  |  |  |  |  |  |  |
| | 2. Príncipe Alejandro de Hesse-Darmstadt                            |  |  |  |  |  |  |  |  |  |  |  |  |  |  |  |
| |                                                                     |  |  |  |  |  |  |  |  |  |  |  |  |  |  |  |
| |                                                                     |  |  |  |  |  |  |  |  |  |  |  |  |  |  |  |
| | 20. Gran duque Carlos Federico I de Baden                           |  |  |  |  |  |  |  |  |  |  |  |  |  |  |  |
| |                                                                     |  |  |  |  |  |  |  |  |  |  |  |  |  |  |  |
| |                                                                     |  |  |  |  |  |  |  |  |  |  |  |  |  |  |  |
| | 10. Príncipe heredero Carlos Luis Baden                             |  |  |  |  |  |  |  |  |  |  |  |  |  |  |  |
| |                                                                     |  |  |  |  |  |  |  |  |  |  |  |  |  |  |  |
| |                                                                     |  |  |  |  |  |  |  |  |  |  |  |  |  |  |  |
| | 21. Landgravina Carolina Luisa de Hesse-Darmstadt                   |  |  |  |  |  |  |  |  |  |  |  |  |  |  |  |
| |                                                                     |  |  |  |  |  |  |  |  |  |  |  |  |  |  |  |
| |                                                                     |  |  |  |  |  |  |  |  |  |  |  |  |  |  |  |
| | 5. Princesa Guillermina de Baden                                    |  |  |  |  |  |  |  |  |  |  |  |  |  |  |  |
| |                                                                     |  |  |  |  |  |  |  |  |  |  |  |  |  |  |  |
| |                                                                     |  |  |  |  |  |  |  |  |  |  |  |  |  |  |  |
| | 22. Landgrave Luis IX de Hesse-Darmstadt (= 16)                     |  |  |  |  |  |  |  |  |  |  |  |  |  |  |  |
| |                                                                     |  |  |  |  |  |  |  |  |  |  |  |  |  |  |  |
| |                                                                     |  |  |  |  |  |  |  |  |  |  |  |  |  |  |  |
| | 11. Princesa Amalia de Hesse-Darmstadt                              |  |  |  |  |  |  |  |  |  |  |  |  |  |  |  |
| |                                                                     |  |  |  |  |  |  |  |  |  |  |  |  |  |  |  |
| |                                                                     |  |  |  |  |  |  |  |  |  |  |  |  |  |  |  |
| | 23. Condesa palatina Carolina de Zweibrücken (= 17)                 |  |  |  |  |  |  |  |  |  |  |  |  |  |  |  |
| |                                                                     |  |  |  |  |  |  |  |  |  |  |  |  |  |  |  |
| |                                                                     |  |  |  |  |  |  |  |  |  |  |  |  |  |  |  |
| | 1. Luis de Battenberg                                               |  |  |  |  |  |  |  |  |  |  |  |  |  |  |  |
| |                                                                     |  |  |  |  |  |  |  |  |  |  |  |  |  |  |  |
| |                                                                     |  |  |  |  |  |  |  |  |  |  |  |  |  |  |  |
| | 24. Ignatz Marianus Hauck                                           |  |  |  |  |  |  |  |  |  |  |  |  |  |  |  |
| |                                                                     |  |  |  |  |  |  |  |  |  |  |  |  |  |  |  |
| |                                                                     |  |  |  |  |  |  |  |  |  |  |  |  |  |  |  |
| | 12. Fryderyk Karol Hauke                                            |  |  |  |  |  |  |  |  |  |  |  |  |  |  |  |
| |                                                                     |  |  |  |  |  |  |  |  |  |  |  |  |  |  |  |
| |                                                                     |  |  |  |  |  |  |  |  |  |  |  |  |  |  |  |
| | 25. Baronesa Maria Franziska Riedesel zu Eisenbach                  |  |  |  |  |  |  |  |  |  |  |  |  |  |  |  |
| |                                                                     |  |  |  |  |  |  |  |  |  |  |  |  |  |  |  |
| |                                                                     |  |  |  |  |  |  |  |  |  |  |  |  |  |  |  |
| | 6. Hans Moritz von Hauke                                            |  |  |  |  |  |  |  |  |  |  |  |  |  |  |  |
| |                                                                     |  |  |  |  |  |  |  |  |  |  |  |  |  |  |  |
| |                                                                     |  |  |  |  |  |  |  |  |  |  |  |  |  |  |  |
| | 26. Heinrich Wilhelm Schweppenhäuser                                |  |  |  |  |  |  |  |  |  |  |  |  |  |  |  |
| |                                                                     |  |  |  |  |  |  |  |  |  |  |  |  |  |  |  |
| |                                                                     |  |  |  |  |  |  |  |  |  |  |  |  |  |  |  |
| | 13. Maria Salomea Schweppenhäuser                                   |  |  |  |  |  |  |  |  |  |  |  |  |  |  |  |
| |                                                                     |  |  |  |  |  |  |  |  |  |  |  |  |  |  |  |
| |                                                                     |  |  |  |  |  |  |  |  |  |  |  |  |  |  |  |
| | 27. Charlotte Philippine Juliane Westermann                         |  |  |  |  |  |  |  |  |  |  |  |  |  |  |  |
| |                                                                     |  |  |  |  |  |  |  |  |  |  |  |  |  |  |  |
| |                                                                     |  |  |  |  |  |  |  |  |  |  |  |  |  |  |  |
| | 3. Julia von Hauke                                                  |  |  |  |  |  |  |  |  |  |  |  |  |  |  |  |
| |                                                                     |  |  |  |  |  |  |  |  |  |  |  |  |  |  |  |
| |                                                                     |  |  |  |  |  |  |  |  |  |  |  |  |  |  |  |
| | 28. Benno Leopold Ignatius Lafontaine                               |  |  |  |  |  |  |  |  |  |  |  |  |  |  |  |
| |                                                                     |  |  |  |  |  |  |  |  |  |  |  |  |  |  |  |
| |                                                                     |  |  |  |  |  |  |  |  |  |  |  |  |  |  |  |
| | 14. Franz Leopold Lafontaine                                        |  |  |  |  |  |  |  |  |  |  |  |  |  |  |  |
| |                                                                     |  |  |  |  |  |  |  |  |  |  |  |  |  |  |  |
| |                                                                     |  |  |  |  |  |  |  |  |  |  |  |  |  |  |  |
| | 29. Maria Katharina Franziska Leonhardt                             |  |  |  |  |  |  |  |  |  |  |  |  |  |  |  |
| |                                                                     |  |  |  |  |  |  |  |  |  |  |  |  |  |  |  |
| |                                                                     |  |  |  |  |  |  |  |  |  |  |  |  |  |  |  |
| | 7. Sophie Lafontaine                                                |  |  |  |  |  |  |  |  |  |  |  |  |  |  |  |
| |                                                                     |  |  |  |  |  |  |  |  |  |  |  |  |  |  |  |
| |                                                                     |  |  |  |  |  |  |  |  |  |  |  |  |  |  |  |
| | 30. Joseph Kornély                                                  |  |  |  |  |  |  |  |  |  |  |  |  |  |  |  |
| |                                                                     |  |  |  |  |  |  |  |  |  |  |  |  |  |  |  |
| |                                                                     |  |  |  |  |  |  |  |  |  |  |  |  |  |  |  |
| | 15. Maria Theresia Kornély                                          |  |  |  |  |  |  |  |  |  |  |  |  |  |  |  |
| |                                                                     |  |  |  |  |  |  |  |  |  |  |  |  |  |  |  |
| |                                                                     |  |  |  |  |  |  |  |  |  |  |  |  |  |  |  |
| | 31. Desconocida                                                     |  |  |  |  |  |  |  |  |  |  |  |  |  |  |  |
| |                                                                     |  |  |  |  |  |  |  |  |  |  |  |  |  |  |  |
| |                                                                     |  |  |  |  |  |  |  |  |  |  |  |  |  |  |  |